# Кінбрей (Міннесота)
Кінбрей (англ. Kinbrae) — місто (англ. city) в США, в окрузі Ноблс штату Міннесота. Населення — 10 осіб (2020).

## Географія
Кінбрей розташований за координатами 43°49′22″ пн. ш. 95°28′33″ зх. д. / 43.82278° пн. ш. 95.47583° зх. д. (43.822805, -95.475929).  За даними Бюро перепису населення США в 2010 році місто мало площу 2,60 км², з яких 2,24 км² — суходіл та 0,36 км² — водойми.

## Демографія
Згідно з переписом 2010 року, у місті мешкало 12 осіб у 6 домогосподарствах у складі 3 родин. Густота населення становила 5 осіб/км².  Було 11 помешкання (4/км²).
Расовий склад населення:
| - 100,0 % — білих |

До двох чи більше рас належало 0,0 %. Частка іспаномовних становила 0,0 % від усіх жителів.
За віковим діапазоном населення розподілялося таким чином: 0,0 % — особи молодші 18 років, 83,3 % — особи у віці 18—64 років, 16,7 % — особи у віці 65 років та старші. Медіана віку мешканця становила 55,0 року. На 100 осіб жіночої статі у місті припадало 100,0 чоловіків;  на 100 жінок у віці від 18 років та старших — 100,0 чоловіків також старших 18 років.
Цивільне працевлаштоване населення становило 0 осіб. 